# Fiume Qishan

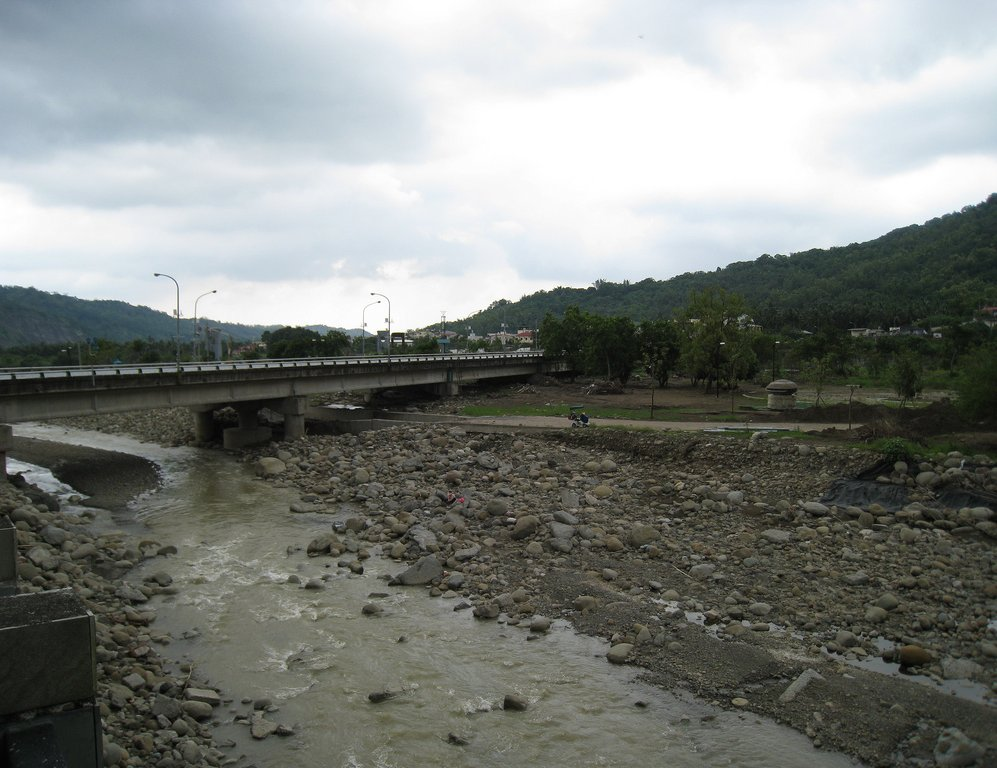
Il Fiume Qishan ed il ponte Jiasian.

Il Fiume Qishan o Cishan (旗山溪) oppure Nanzihsian (楠梓仙溪) è un affluente del Fiume Gaoping sull'isola di Taiwan. 
Scorre nella regione di Kaohsiung e nel Contea di Pingtung ed è lungo circa 30 km.